# Strandasterkronmal
Strandasterkronmal (Bucculatrix maritima) är en fjärilsart som beskrevs av Henry Tibbats Stainton. Strandasterkronmal ingår i släktet Bucculatrix och familjen kronmalar. Enligt den finländska rödlistan är arten nära hotad i Finland. Arten är reproducerande i Sverige. Artens livsmiljö är grus-, klapper- och stenstränder vid Östersjön. Inga underarter finns listade i Catalogue of Life.

## Bildgalleri

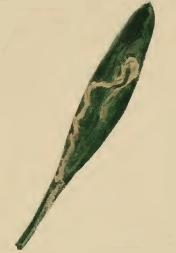
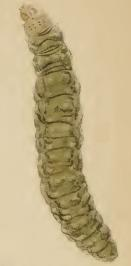